# فابريسيو ألفارينغا
فابريسيو أوسكار ألفارينغا (بالإسبانية: Fabricio Oscar Alvarenga)‏ (ولد بتاريخ 17 يناير 1996) وهو لاعب كرة قدم أرجنتيني يلعب كلاعب وسط لنادي فيليز سارسفيلد في دوري الدرجة الأولى الأرجنتيني.

## وصلات خارجية
- فابريسيو ألفارينغا على موقع قاعدة بيانات كرة القدم.إي يو (الإنجليزية)
- فابريسيو ألفارينغا على موقع Soccerway.com (الإنجليزية)
- فابريسيو ألفارينغا على موقع عالم كرة القدم.نت (الإنجليزية)
- Profile at Vélez Sarsfield's official website (بالإسبانية)
- Profile at BDFA (بالإسبانية)